# Proisotoma crassicauda
Proisotoma crassicauda är en urinsektsart som först beskrevs av Tycho Fredrik Hugo Tullberg 1871.  Proisotoma crassicauda ingår i släktet Proisotoma och familjen Isotomidae. Inga underarter finns listade i Catalogue of Life.